# ジェイムズ・ウォルドグレイヴ (第2代ウォルドグレイヴ伯爵)

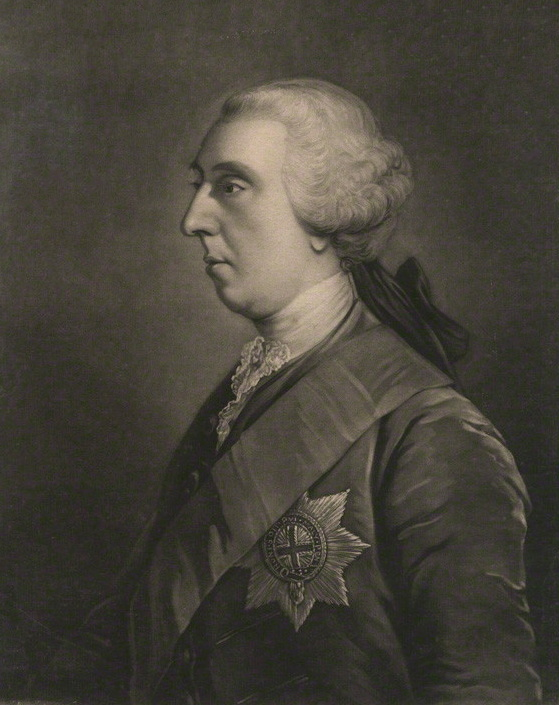
第2代ウォルドグレイヴ伯爵ジェイムズ・ウォルドグレイヴ

第2代ウォルドグレイヴ伯爵ジェイムズ・ウォルドグレイヴ（英語: James Waldegrave, 2nd Earl Waldegrave, KG PC FRS、1715年3月4日 - 1763年4月8日）は、イギリスの貴族、政治家。1757年に第一大蔵卿（首相）に指名されたが、組閣に失敗し、現代ではイギリスの首相の1人とは数えられない。1729年から1741年までチュートン子爵の儀礼称号を使用した。

## 経歴
初代ウォルドグレイヴ伯爵ジェイムズ・ウォルドグレイヴと妻メアリー（1695年ごろ – 1719年1月22日、第3代準男爵サー・ジョン・ウェブの娘）の間の長男として、1715年3月4日に生まれ、イートン・カレッジで教育を受けた。
1741年4月11日に父が死去すると、ウォルドグレイヴ伯爵位を継承した。1743年から1752年にかけてジョージ2世の寝室侍従を務め、国王と最も親密な友人・助言者となった。1749年12月14日、王立協会フェローに選出された。1751年に錫鉱区長官に、1757年2月に財務省出納官に任命され、いずれも1763年に死去するまで務めた。
1752年に皇太孫ジョージ（のちの国王ジョージ3世）の家庭教師および手許金会計長官に就任し、1752年12月20日に枢密顧問官に任じられた。1756年に皇太孫家政での勤めを辞した。
1757年4月に実質的な首相だった大ピットがジョージ2世のハノーファー優先策と対立して南部担当国務大臣から解任された後、同年6月末に初代ニューカッスル公爵と大ピットの内閣が成立するまでの間の政治的混乱の中で、国王から依頼を受けて各方面との交渉に当たり、大ピットとジョージ2世の和解に努めた。『英国人名事典』には、同年6月8日から12日までの5日間にわたり首相であったと記されている。しかし、『オックスフォード英国人名事典』によれば、6月8日に第一大蔵卿となることに同意したものの正式に就任したわけではないため首相一覧に加えることはできず、『英国人名事典』が「5日間にわたり首相」と述べているのは誤りである。『完全貴族要覧』第2版では第一大蔵卿に指名され、同意したが、交渉に失敗したため官報に掲載されず、首相として行動したこともなかったとしている。
1757年6月30日にガーター勲章を受勲した。1763年4月8日に天然痘によりロンドンで病死、ネイヴストックで埋葬された。娘しかもうけなかったため、爵位は弟ジョンが継承した。
1754年から1758年までの出来事の回想録が1821年に出版された。

## 家族
1759年5月15日、マリア・ウォルポール（1736年7月10日洗礼 – 1807年8月22日、サー・エドワード・ウォルポールの庶出の娘）と結婚、3女をもうけた。ホレス・ウォルポールが1759年4月11日に記述したところでは、「2人をくっつけたと思ったら、彼がすでにプロポーズした」という。
- エリザベス・ローラ（英語版）（1760年3月25日 – 1816年1月29日） - 1782年5月5日、ジョージ・ウォルドグレイヴ（のち第4代ウォルドグレイヴ伯爵）と結婚[5]
- シャーロット・マリア（英語版）（1761年10月11日 – 1808年2月1日） - 1784年11月16日、ユーストン伯爵ジョージ・フィッツロイ（英語版）（のち第4代グラフトン公爵）と結婚[6]
- アン・ホレーシャ（Anne Horatia、1762年 – 1801年） - ヒュー・シーモア卿（英語版）と結婚[7]

第2代ウォルドグレイヴ伯爵の死後、未亡人となったマリアは1766年9月6日に王族のグロスター＝エディンバラ公爵ウィリアム・ヘンリーと秘密結婚した。この結婚は1772年に公表された。